# Dünengebiet Dautzschen-Döbrichau
Dünengebiet Dautzschen-Döbrichau este o arie protejată (arie specială de conservare — SAC, sit de importanță comunitară — SCI) din Germania întinsă pe o suprafață de 949 ha, integral pe uscat.

## Localizare
Centrul sitului Dünengebiet Dautzschen-Döbrichau este situat la coordonatele 51°37′00″N 13°04′11″E / 51.6167°N 13.0697°E.

## Înființare
Situl Dünengebiet Dautzschen-Döbrichau a fost declarat sit de importanță comunitară în iunie 2002 pentru a proteja un număr necunoscut de specii din flora spontană și fauna sălbatică aflate în arealul zonei. Situl a fost protejat și ca arie specială de conservare în aprilie 2011.

## Biodiversitate
Situată în ecoregiunea continentală, aria protejată conține 5 habitate naturale: Vegetație psamofilă uscată cu Calluna și Genista, Vegetație psamofilă uscată cu pășuni deschise de Corynephorus și Agrostis, Pajiști uscate europene, Pajiști cu Molinia pe soluri calcaroase, turboase sau argilos-nămoloase (Molinion caeruleae), Păduri acidofile de stejar bătrân cu Quercus robur pe câmpii nisipoase.
La baza desemnării sitului se află un număr nedeclarat de specii protejate: